# 薩米特 (印地安納州拉波特縣)
薩米特（英語：Summit）是位於美國印地安納州拉波特縣的一個非建制地區。該地的面積和人口皆未知。